# 2604 Marshak
2604 Marshak è un asteroide della fascia principale del diametro medio di circa 14,9 km. Scoperto nel 1972, presenta un'orbita caratterizzata da un semiasse maggiore pari a 2,3875891 UA e da un'eccentricità di 0,2333893, inclinata di 14,85002° rispetto all'eclittica.